# Brezovica pri Ljubljani
Brezovica pri Ljubljani (in passato in tedesco Bresowitz) è un insediamento del comune di Brezovica, situato nella Slovenia centrale, ai piedi delle Alpi Giulie.
È un importante centro commerciale sorto lungo le paludi di Lubiana (Ljubljansko barje).

## Storia
Abitato fin dalla preistoria, conserva tracce della presenza romana.
Dal 1941 al 1943, durante l'occupazione italiana, fece parte della provincia di Lubiana.